# アルキルグリセロールモノオキシゲナーゼ
アルキルグリセロールモノオキシゲナーゼ（alkylglycerol monooxygenase）は、次の化学反応を触媒する酸化還元酵素である。
1-アルキル-sn-グリセロール + テトラヒドロビオプテリン + O2 {\displaystyle \rightleftharpoons } 1-ヒドロキシアルキル-sn-グリセロール + ジヒドロビオプテリン + H2O
この酵素の基質は1-アルキル-sn-グリセロール、テトラヒドロビオプテリン、O2で、生成物は1-ヒドロキシアルキル-sn-グリセロール、ジヒドロビオプテリンとH2Oである。補因子としてグルタチオンとリン脂質を用いる。
組織名は1-alkyl-sn-glycerol,tetrahydrobiopterin:oxygen oxidoreductaseで、別名にglyceryl-ether monooxygenase、glyceryl-ether cleaving enzyme、glyceryl ether oxygenase、glyceryl etherase、O-alkylglycerol monooxygenaseがある。